# Ulrike Mara
Ulrike Mara (* 10. April 1946 in Bad Ischl) ist eine österreichische Autorin.
Ulrike Mara lebt und arbeitet als Lehrerin in ihrer Geburtsstadt. Ihre Lyrik ist reich an Metaphern, desgleichen die Sprache in ihren Romanen. Sie ist Mitglied der IG Autorinnen Autoren Österreich, der Grazer Autorinnen Autorenversammlung und des Kunstforum Salzkammergut.

## Werke (Auswahl)
Lyrik
- Randgänge. Gedichte. Rovell, Gosau 1993.
- Und kreise zieht mein dohlenherz. Gedichte. Edition Innsalz, Aspach 1995, ISBN 3-901535-01-2.
- Ein Ton ist in der Stille. Edition Innsalz, Aspach 1995, ISBN 3-901535-04-7 (Bibliophile Gestaltung von Wolfgang Maxlmoser).
- Mit roten Seelen, mit schwarzem Mund. Gedichte. Edition Innsalz, Aspach 1999, ISBN 3-901535-25-X.
- Regenfische. Gedichte. Edition Innsalz, Aspach 2000, ISBN 3-901535-35-7[2].
- Bitterkraut (Pelin). (deutsch und slowenisch). Edition Innsalz, Aspach 2002, ISBN 3-901535-34-9; ISBN 961-6030-37-X.

Prosa
- Die Kunst zu fliegen. Roman. Edition Innsalz, Aspach 1996, ISBN 3-901535-06-3.
- Niemandsfrau. Roman. Edition Innsalz, Aspach 1998, ISBN 3-901535-19-5.
- Ischler Trilogie. Edition Innsalz, Aspach 2001/04

1. Salzfeuer. Roman.  2001, ISBN 3-901535-57-8.
2. Schneetanz. Roman. 2003, ISBN 3-901535-87-X.
3. Traunreiter. Roman. 2004, ISBN 3-900050-23-6.

- Höllenbrüder. Historischer Roman. edition innsalz, Ranshofen/Osternberg 2006, ISBN 3-900050-90-2.
- Totes Gebirge. Kriminalroman. Verlag Wigodruck, Bad Ischl 2008, ISBN 978-3-9502460-3-2.
- Wie ein Tiger aus Papier. Erzählungen. edition innsalz, Ranshofen/Osternberg 2011, ISBN 978-3-902616-54-8.
- Goldmantel. Historischer Roman aus dem Salzkammergut. edition innsalz, Ranshofen 2015, ISBN 978-3-902981-87-5.